# Élincourt-Sainte-Marguerite
Élincourt-Sainte-Marguerite là một xã thuộc tỉnh Oise trong vùng Hauts-de-France tây bắc nước Pháp. Xã này nằm ở khu vực có độ cao trung bình 80 mét trên mực nước biển.